# Jackie Hoffman
Jacqueline Laura Hoffman, detta Jackie (New York, 29 novembre 1960), è un'attrice statunitense.

## Biografia
Jackie Hoffman è nota soprattutto come attrice teatrale e interprete di musical. Ha fatto il suo debutto a Broadway nel 2002 nel musical Hairspray, in cui interpretava Prudy Pingleton e per la sua interpretazione ha vinto il Theatre World Award. Nel 2007 è tornata a Broadway nel ruolo di Calliope in Xanadu, mentre nel 2010 ha ricoperto il ruolo della Nonna nel musical La famiglia Addams con Nathan Lane e Bebe Neuwirth. Nel 2014 ha recitato ancora a Broadway nel musical di Leonard Bernstein On the Town, mentre nel 2017 ha interpretato Mrs Teavee nella riduzione teatrale di Charlie e la fabbrica di cioccolato. Nel 2018 ha recitato in un allestimento in yiddish di Fiddler on the Roof per la regia del premio Oscar Joel Grey e per la sua interpretazione ha ricevuto candidature al Drama Desk Award e al Lucille Lortel Award.
Molto attiva anche in campo televisivo, la Hoffman ha recitato in episodi di Curb Your Enthusiasm, Ed, Cosby indaga, The New Normal, 30 Rock, Una vita da vivere e Feud, per cui ha ricevuto una nomination al premio Emmy alla miglior attrice non protagonista in una miniserie o film TV. In campo cinematografico, l'attrice ha recitato in numerosi film, tra cui Kissing Jessica Stein, Una bionda in carriera, Pioggia di soldi e Birdman.
Nel 2024 presta la voce al personaggio di Greta, la governante di Selina Kyle / Catwoman (Christina Ricci), nel terzo episodio della serie televisiva animata prodotto da J.J. Abrams per Prime Video Batman: Caped Crusader.

## Vita privata
Jackie Hoffman è sposata con il trombettista Steve Smyth.

## Filmografia parziale

### Attrice

#### Cinema
- Pioggia di soldi (Mo' Money), regia di Peter McDonald (1992)
- Kissing Jessica Stein, regia di Charles Herman-Wurmfeld (2001)
- Down - Discesa infernale (Down), regia di Dick Maas (2001)
- Una bionda in carriera (Legally Blonde 2: Red, White & Blonde), regia di Charles Herman-Wurmfeld (2003)
- La mia vita a Garden State (Garden State), regia di Zach Braff (2004)
- Un perfetto gentiluomo (The Extra Man), regia di Shari Springer Berman e Robert Pulcini (2011)
- Lo spaventapassere (The Sitter), regia di David Gordon Green (2011)
- Birdman (Birdman or (The Unexpected Virtue of Ignorance)), regia di Alejandro González Iñárritu (2014)
- Ruth & Alex - L'amore cerca casa (5 Flights Up), regia di Richard Loncraine (2014)
- Shiva Baby, regia di Emma Seligman (2020)
- Glass Onion: Knives Out (Glass Onion: A Knives Out Mystery), regia di Rian Johnson (2022)
- Non sei invitata al mio bat mitzvah (You Are So Not Invited to My Bat Mitzvah), regia di Sammi Cohen (2023)

#### Televisione
- Casa e chiesa (Soul Man) - serie TV, episodio 2x13 (1998)
- Strangers with Candy - serie TV, episodio 2x10 (2000)
- Ed - serie TV, episodio 2x07 (2001)
- Curb Your Enthusiasm - serie TV, episodio 4x02 (2004)
- Hope & Faith - serie TV, episodio 2x03 (2004)
- Così gira il mondo (As the World Turns) - soap opera, episodio 13124 (2007)
- 30 Rock - serie TV, episodio 3x14 (2009)
- Una vita da vivere (One Life to Live) - serie TV, 5 episodi (2009)
- Aiutami Hope! (Raising Hope) - serie TV, episodio 2x22 (2012)
- Melissa & Joey - serie TV, episodio 2x13 (2012)
- The New Normal - serie TV, 4 episodi (2012-2013)
- Inside Amy Schumer - serie TV, episodio 1x09 (2013)
- The Good Wife - serie TV, episodio 5x08 (2013)
- The Michael J. Fox Show - serie TV, episodio 1x15 (2014)
- Girls - serie TV, episodio 4x08 (2015)
- Difficult People - serie TV, episodi 1x04-2x04-3x03 (2015-2017)
- Elementary - serie TV, episodio 4x15 (2016)
- Una mamma per amica - Di nuovo insieme (Gilmore Girls) - serie TV, episodi 1x03-1x04 (2016)
- Feud - serie TV, 8 episodi (2017)
- The Politician - serie TV, 6 episodi (2020)
- Only Murders in the Building - serie TV, 18 episodi (2021-2024)
- La fantastica signora Maisel - serie TV, episodi 4x06-4x07-4x08 (2022)
- And Just Like That... – serie TV, episodi 3x11-3x12 (2025)

### Doppiatrice

#### Cinema
- Robots, regia di Chris Wedge e Carlos Saldanha (2005)
- Queer Duck: The Movie, regia di Xeth Feinberg - direct-to-video (2006)

#### Televisione
- Doug - serie animata, 26 episodi (1996-1997)
- Pepi, Briciola e Jo-Jo (PB&J Otter) - serie animata, 14 episodi (1998-2001)
- Dilbert - serie animata, 29 episodi (1999-2000)
- Nikki, regia di Debra Solomon - cortometraggio TV (2000)
- Private Eye Princess, regia di Debra Solomon - cortometraggio TV (2002)
- Dora l'esploratrice (Dora the Explorer) - serie animata, episodio 4x01 (2004)
- High School USA! - serie animata, episodi 1x03-1x10 (2013)
- American Dad! - serie animata, episodio 11x01 (2016)
- Who Is? - serie TV, episodi sconosciuti (2017-2018)
- Strange Planet - Uno strano mondo (Strange Planet) - serie animata, episodio 1x08 (2023)
- Batman: Caped Crusader - serie animata, episodio 1x03 (2024)

## Doppiatrici italiane
Nelle versioni in italiano delle opere in cui ha recitato, Jackie Hoffman è stata doppiata da:
- Barbara Castracane in Kissing Jessica Stein
- Antonella Alessandro in Only Murders in the Building
- Melina Martello in Glass Onion: Knives Out
- Doriana Chierici in Feud
- Livia Toti in The Politician
- Graziella Polesinanti in Ruth & Alex - L'amore cerca casa
- Paila Pavese in La mia vita a Garden State
- Tiziana Avarista in Non sei invitata al mio bat mitzvah